# Allium myrianthum
Allium myrianthum är en amaryllisväxtart som beskrevs av Pierre Edmond Boissier. Allium myrianthum ingår i släktet lökar, och familjen amaryllisväxter. Inga underarter finns listade i Catalogue of Life.